# Trigonella ornithopodioides
Trigonella ornithopodioides là một loài thực vật có hoa trong họ Đậu. Loài này được (L.) Lam. & DC. miêu tả khoa học đầu tiên năm 1805.